# Pardosa isago
Pardosa isago este o specie de păianjeni din genul Pardosa, familia Lycosidae, descrisă de Tanaka, 1977. Conform Catalogue of Life specia Pardosa isago nu are subspecii cunoscute.